# St. Lawrence County
St. Lawrence County ist ein County im Bundesstaat New York der Vereinigten Staaten. Bei der Volkszählung im Jahr 2020 hatte das County 108.505 Einwohner und eine Bevölkerungsdichte von 15,6 Einwohner pro Quadratkilometer. Der Verwaltungssitz (County Seat) ist Canton.

## Geographie
Das County hat eine Fläche von 7307,5 Quadratkilometern, wovon 365,4 Quadratkilometer Wasserfläche sind. Das County ist das flächenmäßig größte County New Yorks. Das Gebiet ist als ehemalige Grundmoräne weitestgehend flach bis hügelig, stark bewaldet und von einer Vielzahl meist kleiner Seen durchzogen. St. Lawrence County grenzt im Norden an den Sankt-Lorenz-Strom, der die Grenze zwischen den Vereinigten Staaten und Kanada bildet und zugleich das größte Gewässer des Countys darstellt. Weitere wichtige Gewässer sind der Oswegatchie River, der Grass River und der Raquette River, alle rechtsseitige Zuläufe des Sankt-Lorenz-Stromes.

### Umliegende Gebiete
| Ontario (Kanada)              | Ontario (Kanada) | Ontario (Kanada) |
| Ontario (Kanada)              |                  | Franklin County  |
| Jefferson County Lewis County | Herkimer County  | Hamilton County  |

## Geschichte
Das County wurde am 3. März 1802 gebildet und nach dem Sankt-Lorenz-Strom (St. Lawrence River) benannt.

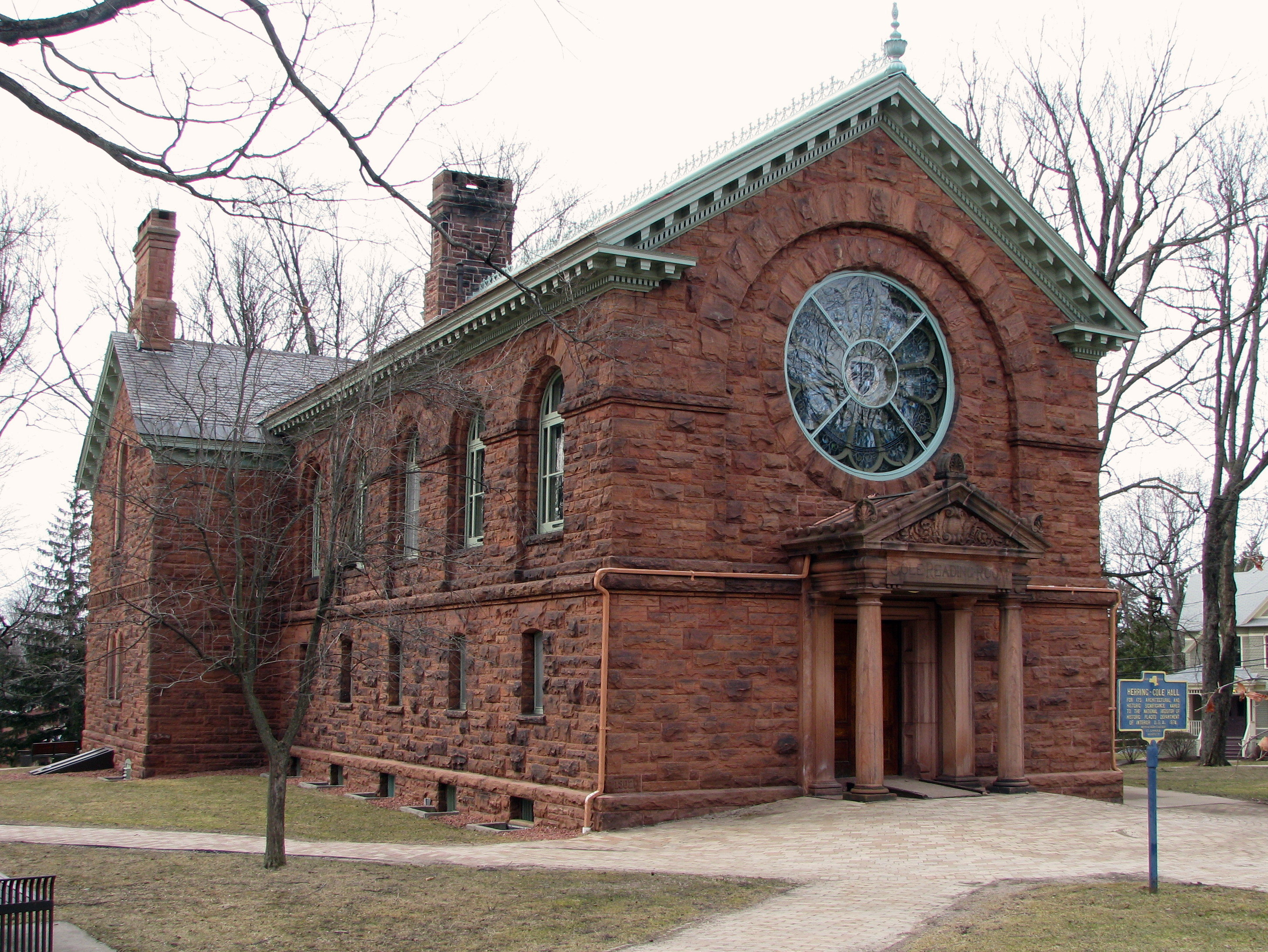
Die Herring-Cole Hall (2012) an der St. Lawrence University ist eines von 73 Objekten im County, das im National Register of Historic Places eingetragen ist.

Ein Ort im County hat den Status einer National Historic Landmark, die Adirondack Forest Preserve.
73 Bauwerke und Stätten des Countys sind insgesamt im National Register of Historic Places eingetragen (Stand 21. Februar 2018).
1856 wurde die St. Lawrence University in Canton gegründet.

### Einwohnerentwicklung
| Jahr      | 1800    | 1810    | 1820    | 1830   | 1840   | 1850   | 1860    | 1870    | 1880    | 1890    |
| --------- | ------- | ------- | ------- | ------ | ------ | ------ | ------- | ------- | ------- | ------- |
| Einwohner | –       | 7885    | 16.037  | 36.354 | 56.706 | 68.617 | 83.689  | 84.826  | 85.997  | 85.048  |
| Jahr      | 1900    | 1910    | 1920    | 1930   | 1940   | 1950   | 1960    | 1970    | 1980    | 1990    |
| Einwohner | 89.083  | 89.005  | 88.121  | 90.960 | 91.098 | 98.897 | 111.239 | 111.991 | 120.254 | 116.374 |
| Jahr      | 2000    | 2010    | 2020    | 2030   | 2040   | 2050   | 2060    | 2070    | 2080    | 2090    |
| Einwohner | 111.231 | 111.944 | 108.505 |        |        |        |         |         |         |         |

## Städte und Gemeinden
Zusätzlich zu den unten angeführten selbständigen Gemeinden gibt es im St. Lawrence County mehrere villages, die von den jeweils übergeordneten towns mitverwaltet werden.
| Ortschaft   | Status | Einwohner (2010) | Gesamte Fläche [km²] | Landfläche [km²] | Bevölkerungsdichte [Einwohner / km²] | Gründung      | Besonderheit                                 |
| ----------- | ------ | ---------------- | -------------------- | ---------------- | ------------------------------------ | ------------- | -------------------------------------------- |
| Brasher     | town   | 2.512            | 238,5                | 236,0            | 10,6                                 | 21. Apr. 1825 |                                              |
| Canton      | town   | 10.995           | 274,2                | 271,3            | 40,5                                 | 28. März 1805 | County Seat                                  |
| Clare       | town   | 105              | 251,9                | 250,1            | 0,4                                  | 1880          |                                              |
| Clifton     | town   | 881              | 389,4                | 348,0            | 2,5                                  | 21. Apr. 1868 |                                              |
| Colton      | town   | 1.451            | 660,3                | 626,0            | 2,3                                  | 21. Feb. 1806 |                                              |
| De Kalb     | town   | 2.434            | 215,5                | 213,7            | 11,4                                 | 21. Feb. 1806 |                                              |
| De Peyster  | town   | 998              | 116,8                | 111,2            | 9,0                                  | 24. März 1825 |                                              |
| Edwards     | town   | 1.156            | 132,9                | 130,7            | 8,8                                  | 7. Apr. 1827  |                                              |
| Fine        | town   | 1.512            | 438,8                | 432,0            | 3,5                                  | 27. März 1844 |                                              |
| Fowler      | town   | 2.202            | 157,2                | 153,7            | 14,3                                 | 15. Apr. 1816 |                                              |
| Gouverneur  | town   | 7.085            | 187,2                | 184,5            | 38,4                                 | 5. Apr. 1810  | ursprünglich unter dem Namen Cambray bekannt |
| Hammond     | town   | 1.191            | 201,8                | 161,1            | 7,4                                  | 30. März 1827 |                                              |
| Hermon      | town   | 1.108            | 140,4                | 137,6            | 8,1                                  | 17. Apr. 1830 |                                              |
| Hopkinton   | town   | 1.077            | 484,4                | 480,0            | 2,2                                  | 2. März 1805  |                                              |
| Lawrence    | town   | 1.826            | 123,5                | 123,3            | 14,8                                 | 4. Apr. 1828  |                                              |
| Lisbon      | town   | 4.102            | 295,0                | 280,4            | 14,6                                 | 6. März 1801  |                                              |
| Louisville  | town   | 3.145            | 165,4                | 125,7            | 25,0                                 | 5. Apr. 1810  |                                              |
| Macomb      | town   | 906              | 163,5                | 157,3            | 5,8                                  | 3. Apr. 1841  |                                              |
| Madrid      | town   | 1.735            | 138,8                | 137,2            | 12,6                                 | 3. März 1802  |                                              |
| Massena     | town   | 12.883           | 145,4                | 114,9            | 112,1                                | 3. März 1802  |                                              |
| Morristown  | town   | 1.974            | 154,0                | 118,4            | 16,7                                 | 27. März 1821 |                                              |
| Norfolk     | town   | 4.668            | 149,6                | 147,0            | 31,8                                 | 3. Apr. 1823  |                                              |
| Ogdensburg  | city   | 11.128           | 21,1                 | 12,8             | 869,4                                | 27. Apr. 1868 |                                              |
| Oswegatchie | town   | 4.397            | 184,4                | 169,6            | 25,9                                 | 3. März 1802  |                                              |
| Parishville | town   | 2.153            | 262,7                | 254,2            | 8,5                                  | 15. Apr. 1818 |                                              |
| Piercefield | town   | 310              | 287,7                | 269,8            | 1,1                                  | 1801          |                                              |
| Pierrepont  | town   | 2.589            | 157,3                | 156,1            | 16,6                                 | 15. Apr. 1818 |                                              |
| Pitcairn    | town   | 846              | 154,0                | 151,6            | 5,6                                  | 29. März 1836 |                                              |
| Potsdam     | town   | 16.041           | 267,9                | 262,6            | 61,1                                 | 21. Feb. 1806 |                                              |
| Rossie      | town   | 877              | 101,6                | 98,1             | 8,9                                  | 27. Jan. 1813 |                                              |
| Russell     | town   | 1.856            | 252,0                | 250,4            | 14,6                                 | 27. März 1807 |                                              |
| Stockholm   | town   | 3.665            | 244,8                | 243,2            | 15,1                                 | 21. Feb. 1806 |                                              |
| Waddington  | town   | 2.266            | 150,1                | 133,7            | 16,9                                 | 22. Nov. 1859 |                                              |